# Association pour les malades vulnérables et marginalisés
L’Association pour les malades vulnérables et marginalisés (AMAVM) est une organisation non gouvernementale de la République démocratique du Congo s'occupant de l'aide aux patients qui sont rendus vulnérables par leur maladie, leur condition socio-économique etc.
Depuis 2005, à Lubumbashi, l'AMAVM a réalisé des projets d'aide notamment auprès des malades  tuberculeux, projet qui consiste à permettre un accompagnement psycho-socio-économique pouvant aider ces personnes à bien poursuivre leur traitement et réussir leur intégration dans la société. 
AMAVM supporte aussi la création des centres médicaux visant un cout de soins de santé accessible à tous. Le premier de ceux-ci est le centre de santé de Kisanga qui reçoit des patients venant des alentours de la ville de Lubumbashi. Ces patients sont consultés gratuitement et reçoivent des médicaments offerts par FAIR AID SOCIETY.
AMAVM est soutenu dans ses activités par les institutions sanitaires de la RDC et FAIR AID qui est une ONG humanitaire Yukonnaise (Canada). AMAVM fait aussi partie du partenariat STOP TB (Génève).